# Ministerio del Interior de Letonia
El Ministerio del Interior de Letonia (en letón: Latvijas Republikas Iekšlietu ministrija) es el departamento del gobierno de Letonia responsable de la creación y la aplicación del reglamento en cuestión de asuntos internos, se estableció el 1918. Sus tareas principales son desarrollar, de forma conjunta con el poder judicial, la administración pública y las autoridades locales, para implementar una política común de orden público, seguridad contra la delincuencia, la protección de los derechos personales y los intereses legítimos de defensa, control de fronteras, la migración, la seguridad contra incendios, rescate y protección civil. El ministerio está encabezado por el denominado Ministro del Interior. Desde 2019 es Sandis Ģirģens.

## Instituciones subordinadas
- Policía estatal
- Policía de Seguridad
- Guardia Nacional de Fronteras
- Bomberos del Estado y Servicio de Rescate
- Oficina de Ciudadanía y Migración
- Agencia de Seguridad Nacional
- Ministerio de Centro de Información Interior
- Ministerio del Interior, Salud y Deportes
- Ministerio del Interior, Clínica VSIA[3]